# Duelo en las montañas
Duelo en las montañas es una película de romance y drama mexicana de 1949 dirigida por Emilio "El Indio" Fernández y protagonizada por Fernando Fernández, Eduardo Arozamena, Jorge Treviño, Fanny Schiller, Guillermo Cramer y Salvador Quiroz.

## Argumento
Durante la época de la Revolución, el profesor Julio Ramírez conoce a la maestra Esperanza en un tren en el que ambos viajan. Tras este encuentro, Julio decide posponer su viaje y permanecer en el pueblo donde reside la joven. Con el tiempo, el padre González descubre que Julio es en realidad el capitán Lorenzo Chávez, un hombre perseguido por las autoridades. Sin embargo, en lugar de denunciarlo, el sacerdote decide ocultarlo en la iglesia. A medida que avanza la historia, el amor que Julio siente por Esperanza lo lleva a tomar decisiones que ponen en riesgo su vida.